# Orquestra Sinfônica de Baltimore
Orquestra Sinfônica de Baltimore é a maior orquestra sinfônica americana, baseada em Baltimore. A orquestra fez história em setembro de 2007, quando a maestrina Marin Alsop conduziu o concerto inaugural como a décima segunda diretora musical da orquestra, sendo a primeira mulher a conduzir a maior orquestra norte-americana.

## História
Fundada em 1916, a Orquestra Sinfônica de Baltimore é a única maior orquestra americana, originalmente estabelecida como do governo municipal. Reorganizada como instituição privada em 1942, ela ainda mantém relações com o governo e com a comunidade da cidade, como também é o estado de Maryland. A história moderna é datada a partir de 1965, quando patrono artístico de Baltimore, Joseph Meyerhoff, tornou-se presidente da orquestra, ele ocupou a posição por dezoito anos. Meyerhoff apontou o maestro Sergiu Comissiona como diretor musical, juntos, eles criaram uma instituição artística.
Com o apontamento de David Zinman como diretor musical em 1985, a reputação da orquestra aumentou muito, tanto nacionalmente como internacionalmente. Em 1987 a orquestra fez uma turnê pela Europa, sendo muito aclamada pelo público e crítica. Foi a primeira orquestra, em onze anos, a fazer uma turnê pela União Soviética. Em 1994 a Orquestra fez performances pelo Leste Asiático. Foram feitas outras turnês pela Europa, em 2001, pelo Japão em 2002 e novamente pela Europa em 2005.

## Concert Hall
O Joseph Meyerhoff Symphony Hall tem sido a casa da Orquestra Sinfônica de Baltimore desde sua abertura, em 16 de Setembro de 1982. Nomeado com o nome do filântropo e antigo presidente da orquestra, Joseph Meyerhoff. Tem 2.443 lugares. A segunda casa da orquestra tem 1.976 lugares, e chama-se Music Center no Strathmore. Com a inauguração do centro, em Fevereiro de 2005, a orquestra tornou-se a primeira orquestra com duas casas em áreas metropolitanas destintas. São feitas trinta e cinco performances nessa segunda casa.

## Gravações
- 1987 -  Barber and Britten, cello concertos David Zinman, BSO, cellist Yo-Yo Ma, Sony Classical*
- 1994 -  The New York Album, David Zinman, BSO, cellist Yo-Yo Ma*
- 1997 -  Leonard Bernstein’s symphonic dance works, David Zinman, BSO, London
- 1997 -  George Gershwin and Maurice Ravel’s piano concertos, BSO, pianist Hélène Grimaud, Erato Disques
- 1997 -  Samuel Barber and William Walton’s violin concertos, David Zinman, BSO, violinist Joshua Bell, London+
- 1999 -  Leonard Bernstein's Serenade and Beethoven's Violin Concerto, David Zinman, BSO, Violinist Hilary Hahn, Sony Classical+
- 2000 -  Adolphus Hailstork’s I Will Lift Up Mine Eyes, Daniel Hege, BSO, Morgan State University Choir
- 2007 -  Igor Stravinsky's The Rite of Spring, Marin Alsop, Peabody Symphony Orchestra, BSO, iTunes online distribution live-concert recording.
- 2007 -  John Corigliano's Concerto for Violin and Orchestra, "The Red Violin." Music Director Designate Marin Alsop, BSO, Violinist Joshua Bell, Sony/BMG Classical label
- 2008 -  Antonín Dvořák's Symphony No. 9 "From the New World" and Symphonic Variations, BSO and Marin Alsop, Naxos label

## Diretores musicais
- 1917-1930 - Gustav Strube
- 1930-1935 - George Siemonn
- 1935-1937 - Ernest Schelling
- 1937-1939 - Werner Janssen
- 1939-1942 - Howard Barlow
- 1942-1952 - Reginald Stewart
- 1952-1959 - Massimo Freccia
- 1959-1968 - Peter Herman Adler
- 1969-1984 - Sergiu Comissiona
- 1985-1998 - David Zinman
- 1999-2006 - Yuri Temirkanov
- 2007-Presente Marin Alsop